# Wollaston
Wollaston is een civil parish in het bestuurlijke gebied Wellingborough, in het Engelse graafschap Northamptonshire met 3491 inwoners.
De vroegst bekende aanwijzingen van wijnbouw in het Verenigd Koninkrijk zijn hier gevonden.

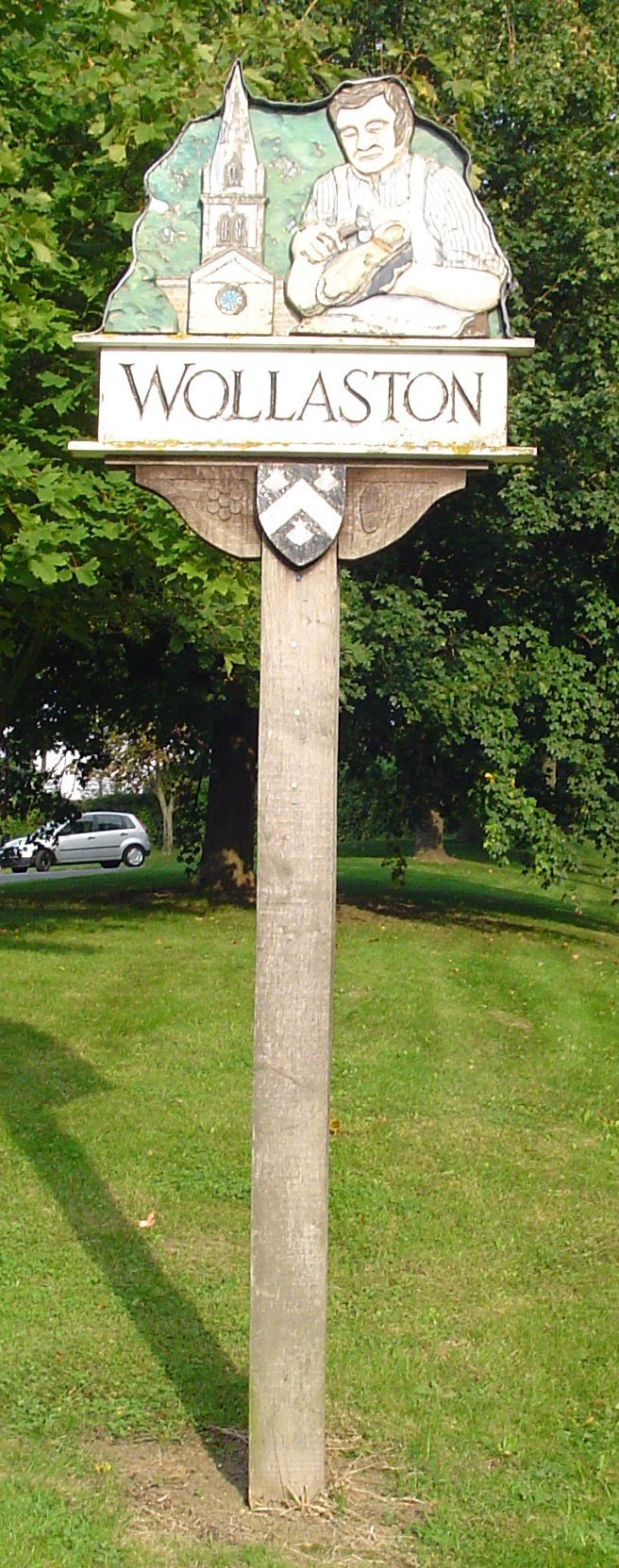
Wollaston

## Geboren
- Howard Snell (1936), componist, dirigent, muziekpedagoog en trompettist